# Hans Ø
Hans Ø (grønlandsk og inuktitut: Tartupaluk (nyreformet), engelsk: Hans Island, fransk: Île Hans) er en ø i den midterste del af Kennedykanalen i Nares Strædet, der strækker sig mellem den canadiske ø Ellesmere Island og Avannaata Kommune i Grønland. Hans Ø er beliggende nær de to grønlandske øer Crozier Ø og Franklin Ø.
Øen er en gold, ubeboet klippeø på 1,3 km². Den er opkaldt efter den grønlandske fanger Hans Hendrik (Suersaq) fra Fiskenæsset, Qeqertarsuatsiaat syd for Nuuk. Han var fra 1853 til 1876 en uvurderlig hjælp for de amerikanske og britiske ekspeditioner ledet af E.K. Kane 1853-55, I.I Hayes 1860-61, C.F Hall 1871-73 og G.F Nares 1875-76.

## Konflikt mellem Canada og Danmark
Både Canada og Danmark gjorde krav på øen, da den kan blive vigtig, hvis der åbnes for en søvej nord om Canada til Stillehavet. Man formoder også at der kan være naturrigdomme i form af olie, gas og mineraler i området. Efter at uenigheden i sommeren 2005 brød ud i lys lue, indgik de to lande en våbenhvile i ordstriden og har siden holdt en række forhandlingsmøder om sagen. I juni 2022 blev det offentliggjort at de canadiske og danske myndigheder havde indgået en aftale om, at øen deles mellem Canada og Grønland med en grænse midt på øen. Grænsen er fastsat til at løbe langs øens centrale kløft, hvorved Danmark får en anelse mere af øens areal end Canada.
Den ubeboede ø har været siden 1973 et stridspunkt mellem Danmark og Canada. 1984 besluttede den daværende danske minister for Grønland Tom Høyem, at det danske flag skulle hejses på øen. Siden den tid blev øen regelmæssigt opsøgt af soldater fra begge lande. „Kamphandlingen“ er hver gang den samme: Canadierne bytter det danske flag ud med deres og deponerer ved siden af en flaske whisky. Så kommer danskerne, bytter det canadiske flag med det danske og deponerer ved siden af en flaske snaps eller cognac.
I 2022 indgik Grønland, Danmark og Canada en aftale om en deling af Hans Ø i forbindelse med aftale om fastlæggelse af den maritime grænse mellem Canada og Grønland. Aftalen gav Danmark 60% af øen, Canada 40%. Arrangementet gjorde øen til stedet for den anden landegrænse for både Kongeriget Danmark og Canada, som hver før da kun havde landegrænse mod ét land henholdsvis Tyskland og USA. Derudover fik Danmark 40.000 km2 af et område på 79.000 km2 i Labradorhavet.

## Øens historie
Navnet Hans Ø stammer fra Hans Hendrik med det grønlandske fødenavn Suersaq. Navngivningen menes at være sket engang i løbet af 1870'erne.
Historisk er øen en del af Thule-inuitternes jagtområde og de har navngivet øen Tartupaluk og i følge FN's havretskonvention kan et land gøre krav på områder, det er historisk knyttet til.
- 1957 Navnet Hans Ø blev autoriseret som det officielle navn
- 1973 Danmark og Canada aftaler at være "enige om at være uenige"
- 1984 Tom Høyem, dansk grønlandsminister tager en helikopter til øen
- 1988 Det danske arktiske inspektionskutter HDMS Tulugaq ankommer til øen, bygger en varde og placerer Dannebrog på øen. Dette bliver en tilbagevendende mission hver sommer, men vejrforholdene tillader dog sjældent landgang og flagsætning på øen
- 1995 Udstationerede officerer og geodæter flyver ind og placerer endnu et dansk flag på øen
- 2001 De canadiske geologer Keith Dewing og Chris Harrison besøger med helikopter øen.
- 2002 Det danske inspektionsskib Vædderen patruljerer området mellem Ellesmere Island og Grønland, hejser 13. august et nyt Dannebrog og bygger en ny varde på Hans ø
- 2003 Det danske flag bliver d. 1. august igen skiftet ud af besætningen fra inspektionsskibet Triton.
- 2005 Canadiske soldater lander 13. juli på øen og placerer en traditionel inuit sten-markering med en inskription og rejser et canadisk flag.
- 2005 Som et symbolsk træk besøger den canadiske forsvarsminister Bill Graham 20. juli øen. Den 4. august sender Søværnet inspektionskutteren Tulugaq fra Grønnedal til Hans Ø for at håndhæve dansk suverænitet (som alle år siden 1988). Den 9. august udtaler geologen Peter Robert Dawes fra Danmarks og Grønlands Geologiske Undersøgelse, at øen havde geologi tilfælles med Grønland. Den 20. september bliver den danske og canadiske udenrigsminister på et møde i New York enige om at flagkrigen omkring Hans Ø skulle bringes til ophør. Man når også at komme til enighed om, at man skal forsøge at løse striden ved forhandlingsbordet.
- 2007 Et samarbejde er i februar måned kommet i stand mellem professor emeritus Preben Gudmandsen fra Danmarks Tekniske Universitet og professor Kent Moore fra Torontos universitet om at oprette en fælles dansk-canadisk vejrstation på øen. Det ventes, at begge landes udenrigsministerier vil godkende planen. Vejrstationen skal være med til at finde svaret på, hvorfor havisen nord for Nares Strædet bryder op om vinteren og ikke om sommeren. Satellitfotos får i juli Canada til at indrømme at Hans Ø ikke er rent canadisk. De canadiske myndigheder hævder herefter at den internationale grænselinje løber ca. midt gennem øen.
- 2008 Danmark og Canada installerer i fællesskab en automatisk vejrstation på øen.
- 2010 Krydstogtskibet M/S Ocean Nova besøgte den 13. august øen og 62 passagerer i gummibåde blev sejlet ind til øens vestlige bred. Her blev der rejst en varde med et grønlandsk og et dansk flag på toppen. Der er planer om at besøge øen igen i 2012.
- 2012 Danmark og Canada bliver enige om en 3.000 km. lang grænse, der dog ikke omfatter Hans Ø. På det nye grænsekort symboliserer en cirkel, at spørgsmålet om ejerskab stadig er uafklaret. Den daværende danske udenrigsminister, Villy Søvndal udtrykker tilfredshed med aftalen og bekræfter, at Danmark og Canada er et skridt længere på vejen.
- 2018 Den 23. maj, Canada og Danmark annoncerer en fælles taskforce for at bilægge tvisten om Hans Ø.
- 2022 Den 13. juni, Danmark og Canada indgår fredelig aftale om deling af øen og ny landegrænse etableres. Denne følger en nord-/sydgående kløft på øen. Danmark får 60% af arealet, Canada 40%. Hvis Grønland i fremtiden opnår selvstændighed, overdrages territorialretten til øen samtidig til Grønland. Aftalen omfatter også et omstridt havområde på 79.000 km2 i Labradorhavet, hvoraf Kongeriget Danmark får et område på omkring 40.000 km2, et areal på størrelse med Jylland, Fyn og Sjælland.[9]